# ولاية كاياه
ولاية كاياه هي إحدى ولايات ميانمار،لويكاو هي عاصمة الولاية.